# Burg Ummendorf
Die Burg Ummendorf ist eine Burg in der Magdeburger Börde in Sachsen-Anhalt gelegenen Dorf Ummendorf.

## Geschichte
Die Ursprünge der Burg gehen auf den Magdeburger Erzbischof Friedrich I. von Wettin zurück, der hier 1178 eine Burg zur Sicherung der Grenze zum heutigen Niedersachsen errichten ließ. Mit der Verwaltung waren Ministeriale beauftragt. 1180 werden die Herren von Ummendorf als Stiftsvasallen bezeichnet. In der Mitte des 14. Jahrhunderts gehört die Burg den Rittern Hildebrand und Volbrecht von Oebisfelde. Am 13. April 1389 erwarb der Erzbischof Albert von Magdeburg die Burg und weite Teile des Dorfs. Die Verwaltung oblag eingesetzten Hauptleuten. Im 15. Jahrhundert erhielt die Familie von Veltheim die Burg zum Lehen. Unter der Herrschaft des Ludolf von Veltheim wurde die Burg zum Stützpunkt für Raubritter. Nach Überfällen auf durchreisende Bürger Magdeburgs wurde die Burg 1430 von Magdeburger Truppen gestürmt. Die Burg blieb bis zur Herstellung der Sühne von Magdeburgern besetzt. Aus dieser mittelalterlichen Zeit sind der im Stil der Romanik errichtete Bergfried und das an der Westseite gelegene Kornhaus erhalten.

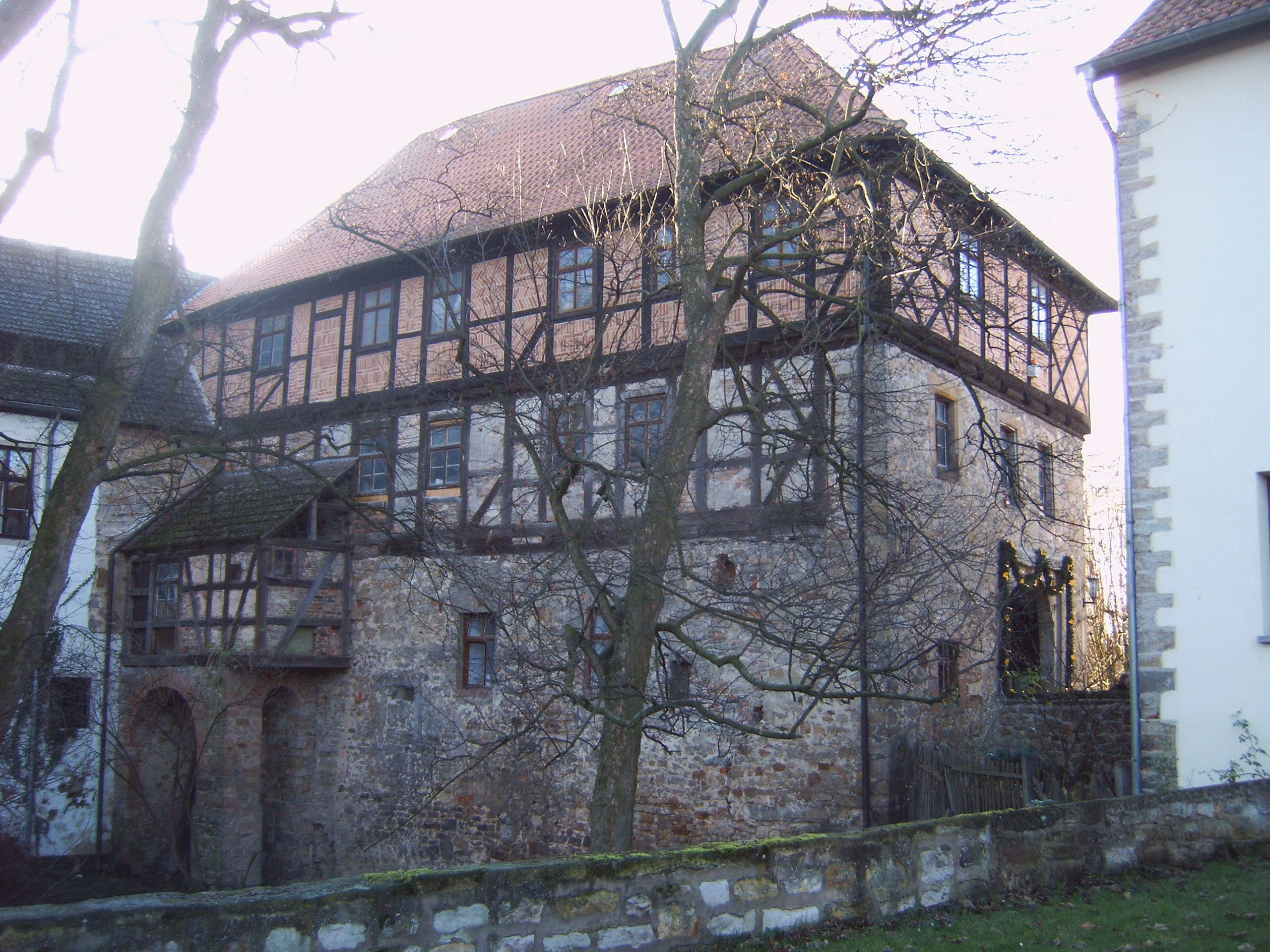
Torhaus

Im Jahr 1463 fiel die Burg, wohl als Lehen, an die Familie von Meyendorff. Johann von Meyendorff erwarb 1535 dann die Burg vom Magdeburger Erzbischof. Die von Meyendorffs führte zwischen 1535 und 1581 umfangreiche Umbauten durch. Es entstand die heute noch weitgehend erhaltene im Stil der Renaissance erbaute, unregelmäßige, dreiflüglige Anlage. Unter Andreas von Meyendorff entwickelte sich die Burg zum lokalen Zentrum zur Durchsetzung der Reformation. Die Burg blieb bis zum Aussterben des Geschlechts derer von Meyendorff im Jahre 1650, nach anderen Angaben 1667, im Besitz der Familie.

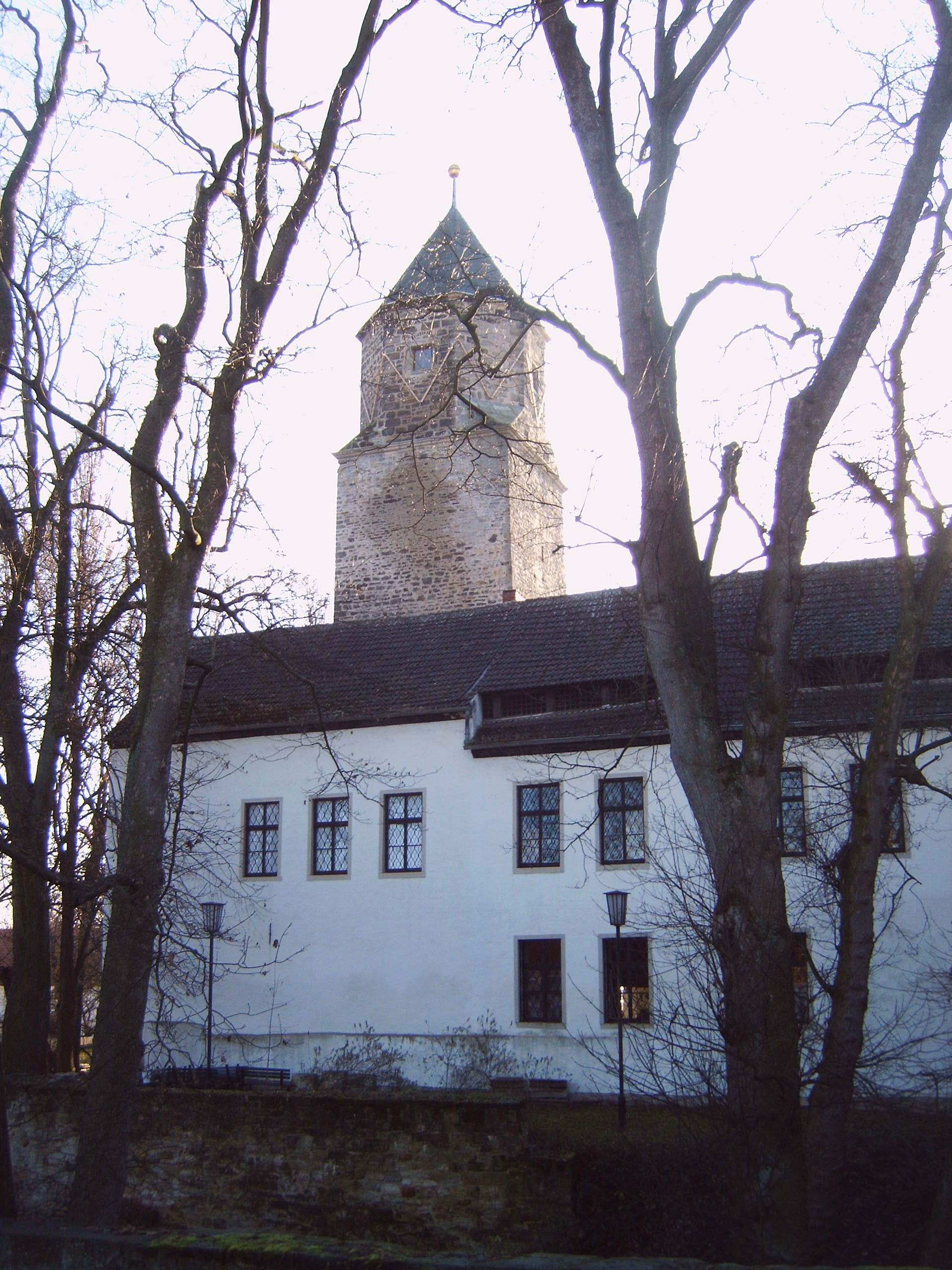
Nordseite der Burg

Während des Dreißigjährigen Kriegs wurde die Burganlage 1623 vom protestantischen Christian von Braunschweig besetzt und verwüstet. 1625 erfolgte eine Besetzung durch die katholischen kaiserlichen Truppen unter Wallenstein. Oberst Pechmann ließ mit neun Wagen die wertvolle in der Burg befindliche Büchersammlung nach Böhmen transportieren. 1644 befand sich in der Burg ein Königsmarksches Regiment.
Nach dem Aussterben der Familie von Meyendorff fiel die Burg wieder an das Erzstift Magdeburg. Die Anlage wurde als Amt und Sattelgut fortgeführt. In der Zeit der französischen Fremdherrschaft und des Königreich Westphalens Anfang des 19. Jahrhunderts war die Burg als Geschenk an den französischen Marschall Soult gekommen. Nach der Niederlage Napoleons wurde die Anlage dann als preußische Staatsdomäne bewirtschaftet, bis 1912 ein Ankauf durch die Gemeinde Ummendorf erfolgte. Bereits 1924 wurde in der Burg ein Museum eingerichtet, aus dem das heutige Börde-Museum hervorgegangen ist.

## Architektur
Besonders bemerkenswert ist der aus der Gründungszeit der Burg stammende Bergfried, im Volksmund lange als „Gefangenenturm“ bezeichnet. Die unteren Geschosse dieses Turms werden auf die zweite Hälfte des 12. Jahrhunderts datiert. Der obere Teil mit dem achteckigen Turmzimmer stammt aus dem 16. Jahrhundert. Der über 20 Meter hohe Turm kann innerhalb des Museumsrundgangs besichtigt werden.

## Heutige Nutzung
Neben dem Börde-Museum des Landkreises Börde mit seiner Landtechnikausstellung und seinem mehr als 400 verschiedene Kräuter und Pflanzen umfassenden Kräutergarten befindet sich im Südflügel der Burg eine Grundschule.
Ein Bestand von 380 Büchern aus dem 17. und 18. Jahrhundert, der in den 1960er Jahren vom Heimatmuseum Oschersleben in das Städtische Museum Halberstadt überführt wurde, soll künftig im Börde-Museum untergebracht werden. Dazu gehören Bibeln und andere kirchliche Druckwerke, Inventarbücher, Rechnungen und Bevölkerungslisten.